# Akcionář
Akcionář (angl. shareholder) je společníkem akciové společnosti, který drží určitý počet akcií dané společnost. Akcionář se podílí na řízení společnosti, má právo na podíl ze zisku (dividendy) a další práva a povinnosti vycházející z jeho účasti na akciové společnosti. Přesné postavení akcionářů, jejich práva a povinnosti určují stanovy společnosti. 
Jak se podle poptávky a nabídky na burze mění cena akcií, mění se i hodnota pro vlastníky (shareholder value) celého podniku. Společnost za svoje závazky odpovídá celým svým majetkem, musí pro případ ztráty vytvářet rezervní fond, akcionář ale ručí jen svým podílem, tzn. že akcionář neručí za závazky společnosti.
Protože o složení dozorčí rady a představenstva společnosti rozhoduje na valné hromadě většina, snaží se velcí investoři získat tzv. kontrolní balík akcií (tj. v krajním případě 51 % akcií, ve skutečnosti však často stačí i méně), který jim umožňuje společnost ovládat a řídit. Pokud se například rozhodnou zvětšit základní kapitál společnosti, tj. vydat další akcie, mohou tím tzv. menšinové akcionáře citelně poškodit. Po zkušenostech z minulých let tomu dnes brání zákon.